# N3 (ånglok)
N3 var SJ:s Littera på två ånglok, vilka främst användes i Skåne och Blekinge.
Loken byggdes av ASJ i Falun och levererades till Ystad–Eslövs Järnväg 1919 och var avsedda för godståg. SJ tog över loken 1941 och de kom att användas i norra Skåne och Blekinge, från 1957 främst på Blekinge kustbana mellan Kristianstad och Karlskrona. De båda loken övergick till beredskapslok i mitten av 1960-talet, men upphörde som sådana 1970. Det ena skrotades och det andra blev museilok.